# Chloroclystis obturgescens
Chloroclystis obturgescens là một loài bướm đêm trong họ Geometridae.